# Rafajovce
Rafajovce é um município da Eslováquia, situado no distrito de Vranov nad Topľou, na região de Prešov. Tem 4,74 km² de área e sua população em 2018 foi estimada em 178 habitantes.

## Demografia
| Ano:        | 1994 | 2004   | 2014   | 2024    |
| ----------- | ---- | ------ | ------ | ------- |
| Broj ljudi: | 168  | 173    | 190    | 159     |
| Razlika:    |      | +2,97% | +9,82% | -16,31% |

| Ano:               | 2023 | 2024   |
| ------------------ | ---- | ------ |
| Número de pessoas: | 163  | 159    |
| Diferença:         |      | -2,45% |